# Cradle of Rome
Cradle of Rome (укр. Колиска Риму), в деяких регіонах випущена під назвою Jewel Master: Cradle of Rome (укр. Ювелірний майстер: Колиска Риму) — відеогра 2008 року в жанрі «три в ряд», перша в серії, розроблена німецькою студією cerasus.media і видана D3 Publisher 18 листопада 2008 року для портативної ігрової консолі Nintendo DS. Версія для Wii вийшла 31 березня 2009 року. З 2007 року гра доступна у сервісі Steam.
Спочатку гра була створена для Microsoft Windows білоруською студією Awem як казуальна відеогра. За нею з'явились різноманітні ігри серії Cradle Jewel Master, включаючи Cradle of Athena, Cradle of Egypt і Cradle of Persia.

## Сприйняття

### Огляди
Критики відеоігор неоднозначно сприйняли Cradle of Rome, і вона отримала 63% на Metacritic. IGN був розчарований грою, зазначивши, що інструкція до гри не пояснювала належним чином, як гра працює. Вони також виявили, що її саундтрек не відповідає римській тематиці гри. У своєму огляді вони оцінили гру на 5,9 бала з 10 і запропонували гравцям придбати кращі альтернативи, такі як The Quest Trio, зазначивши: «Це ще одна гра в жанрі „три в ряд“. У ній немає нічого поганого, але є значно кращі варіанти». Game Informer поставив їй 6,75 бала з підзаголовком «БІЛЬШЕ СХОЖЕ НА КОЛИСКУ НУДЬГИ» у випуску Game Informer № 189 за січень 2009 року.